# Gmina Peoples
Gmina Peoples (ang. Peoples Township) – gmina w USA, w stanie Iowa, w hrabstwie Boone. Według danych z 2020 roku gmina miała 349 mieszkańców.